# Erginus galkini
Erginus galkini is een slakkensoort uit de familie van de Acmaeidae. De wetenschappelijke naam van de soort is voor het eerst geldig gepubliceerd in 2002 door Chernyshev & Chernova.